# ランニングチェンジ
ランニングチェンジ (Running Change) とは、製品の型番を変更しないまま設計変更を実施すること、および設計変更された製品が流通することを指す表現。
主に自動車や家電などの工業製品に用いられ、特に前者の場合は市場に流通済みのモデルに対し、供給を停止せず設計などに変更を加えることを指す。新製品の製造開始時に発生する初期不良や購入者からの苦情（クレーム）などのフィードバックや、部品の材料費や製造費を安くしたり調達先の変更による反映などによって行われる。
特定の製造時期をもって切り替えが行われ、既存在庫と並行して販売されることが多い。
マイナーチェンジおよび設計・製造上の過誤などによる製品欠陥があることが判明した場合、いわばリコールの範疇ではないことから一般消費者に公表されることは少ないが、一部は製造時期や製造番号などから判別できることもある。